# Häxprocessen i Baskien
Häxprocessen i Baskien var en undersökning om misstänkt häxeri som utfördes av den Spanska inkvisitionen på en rad orter i Spanska Navarra (eller Baskien) med bas i Logroño mellan 1609 och 1614. Häxprocessen i Baskien var den kanske största i historien, sedd till antalet anklagade. Sjutusen personer åtalades, men endast sex avrättades. Det var den största häxprocessen i Navarra och troligen Spanien sedan Häxjakten i Navarra (1575–1576).

## Bakgrund
Undersökningen företogs på grund av en lång period av oro i Navarra, där häxpanik gång på gång hade blossat upp sedan den spanska erövringen 1512 och den följande Häxjakten i Navarra 1525–1526, och där särskild oro rådde vid denna tidpunkt på grund av händelserna på andra sidan franska gränsen, där Pierre de Lancre just då utförde en stor häxprocess i Labourd.
Processens bakgrund var att María de Ximildegui återvände till Spanien 1608 efter att ha varit bosatt på andra sidan franska gränsen, och spred ut i byn att hon hade deltagit i häxsabbater i Frankrike, och vid sin återkomst till Zugurramurdi hade hon fortsatt delta i sabbaterna där, nu med spanska häxor. Hon namngav flera av dem, alla personer med dåligt rykte. Prästerna uppmanade dessa att göra offentlig bekännelse i kyrkan och be sina grannar om förlåtelse.

## Processen
Inkvisitionens agent, troligen Leon de Aranibar, gjorde Inkvisitionens tribunal i Logroño uppmärksam på vad som pågick. Det var särskilt misstänkt eftersom Maria de Ximildegui kom just från södra Frankrike, där en enorm häxprocess just då pågick i Labourd. Fyra påstådda häxor kallades inför inkvisitionen i Logroño, där de bekände att de deltagit i sabbaten, hade samröre med Djävulen och paddor som häxdjur. Ytterligare sex personer kom självmant till Logroño för att tala om att deras ursprungliga erkännanden i Zugurramurdi varit falska. Inkvisitorn Jose de Alvarado Valle öppnade undersökning i Zugurramurdi 16 augusti, 1609. Fem häxor bekände, och ytterligare 15 greps och sändes till Logroño.
Undersökningen spred sig sedan över grannbyarna i regionen, och det rådde en oro över att häxor hade flytt till Spanien under den häxjakt som då pågick på andra sidan gränsen i Frankrike. I Logroño avled de flesta av de gripna i fängelset av en epidemi. 
Den 1 november 1610 brändes sex personer för häxeri i en autodafé i Logroño, tillsammans med liken och dockorna efter ytterligare fem, som hade avlidit i fängelset: samtliga var från Zugurramurdi, och hade vägrat erkänna sig skyldiga även under tortyr. De sex avrättade var Domingo de Subildegui, María de Echachute, Graciana Xarra, Maria Baztan de Borda, Maria de Arburu och Petri de Joangorena. Avrättningen skedde inför tusentals åskådare, bland dem franska ämbetsmän inblandade i den franska häxprocessen på andra sidan gränsen.

## Eftermäle
Avrättningen ledde till en häxhysteri Baskien, med tusentals anmälningar om häxeri och mobbar som attackerade hus och grep och torterade och dödade misstänkta häxor, men den juridiska häxprocessen avslutades av biskopen av Pamplona, Antonio Venegas de Figueroa (1550–1614), och inkvisitorn Alonzo de Salazar Frias. 
Hela processen resulterade i att Spanska inkvisitionen i fortsättningen ställde sig skeptisk och ogillande till häxprocesser. Det förekom ingen häxprocess över huvud taget i Navarra, vare sig i världslig domstol eller inför Inkvisitionen, förrän 1647, när naturläkarna Maria Yrisarri och Maria de Ollo dömdes till milda straff av Inkvisitionen.  Enstaka ströfall inträffade därefter: Maria Brigante 1660 (med okänd dom) Pedro de Badostain och Maria de Sarasa 1672 (som slutade i böter respektive förvisning), och slutligen Maria de Esparza 1675, som var det sista häxeriåtal av en världslig domstol i Navarra.